# John Walker (Whiskyfabrikant)
John Walker (* 25. Juli 1805 nahe Kilmarnock, in der Grafschaft Ayrshire; † 19. Oktober 1857) war ein schottischer Whiskyfabrikant und Begründer der Johnnie-Walker-Whiskydynastie.

## Leben
John Walker wurde als Sohn der Milchbauern Elizabeth und Alexander Walker in der Nähe von Kilmarnock auf der Todriggs Farm in der schottischen Grafschaft Ayrshire geboren. Nachdem sein Vater im Jahr 1819 starb, verkauften er und seine Mutter die elterliche Farm, um im benachbarten Kilmarnock einen Gemischtwarenhandel zu eröffnen. Schon bald wurde auch Whisky in das Sortiment des Ladens aufgenommen. Da die meisten verkauften Whiskys dieser Zeit noch kratzig und rau waren, versuchte sich John bald am Blenden – dem gezielten Mischen – von Whisky um geschmackliche Verbesserungen zu erreichen. Inspiration für diese Herangehensweise war das damals schon bekannte Blenden von Tee. 1833 heiratete er seine Frau Elizabeth, aus der Ehe ging der 1837 geborene Sohn Alexander hervor. Dieser übernahm nach dem Tode seines Vaters im Jahr 1857 die Geschäfte und begründete den Weltruhm der nach seinem Vater benannten Marke.

## Aufbau des Unternehmens

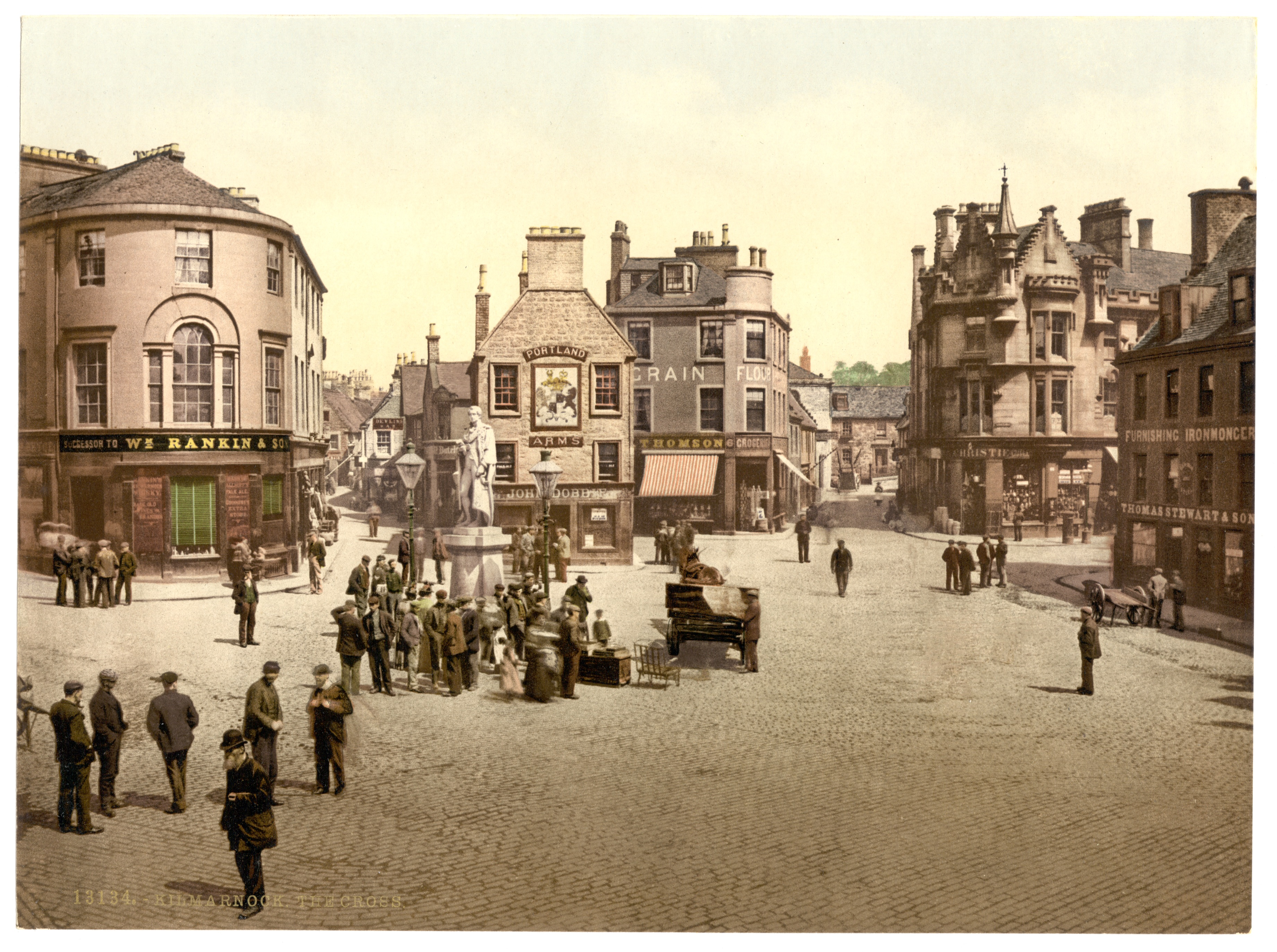
Kilmarnock, Geburtsort des Johnnie Walker Whisky, ca. zwischen 1890 und 1900.

- 1823 – Der neu verabschiedete „Excise Act“ erlaubt das Brennen von Whisky gegen eine Steuer.
- 1852 – eine Flut in Kilmarnock zerstört fast das gesamte Geschäft. Durch viel eigene Kraft und seinen guten Ruf bei den Kunden schafft Walker den Neuanfang.
- 1853 und 1855 – Steuererhöhungen lassen die Nachfrage nach (Malt)Whisky sinken, durch einen Preiskampf und Überproduktion bei Grain Whisky bietet sich der als günstige Alternative. Blends sind die beste Kombination aus Aroma der Malts und dem Preis der Grain Whiskys.

## Das Unternehmen nach seinem Tod
Nach dem Tode John Walkers übernahm sein einziger Sohn Alexander die Geschäfte. Dieser hatte schon zuvor den Vater unterstützt und ging nun an die Erweiterung der Geschäftsbeziehungen. So wurden von ihm unter anderem die ersten Außenstellen außerhalb Schottlands gegründet. Als auch er 1889 starb, übernahmen seine Söhne George Paterson und Alexander Walker II. die Aufgaben der Geschäftsleitung. 1925 endete die Geschichte des Familienbetriebes John Walker & Sons durch die Vereinigung mit der 1877 gegründeten Distillers Company Ltd. Die Marke Johnnie Walker blieb jedoch bestehen und wurde zu einer der bekanntesten Spirituosenmarken der Welt. Nach diversen Zusammenschlüssen ist Johnnie Walker seit 2002 eine Marke des Diageo-Konzerns. 2005 erschien zum 200. Geburtstag John Walkers eine auf 4000 Flaschen limitierte Sonderabfüllung des Blue Label Whisky. Der Preis lag bei etwa 3000 Euro je Flasche.

## The Striding Man

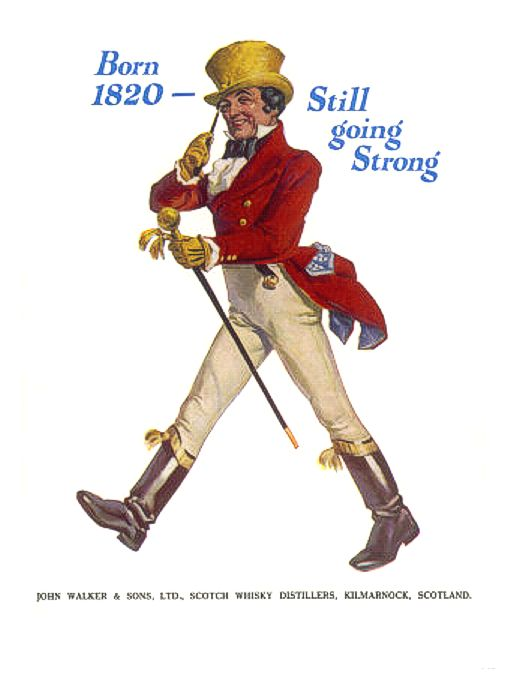
Von Tom Browne gezeichnete Karikatur John Walkers

Der bekannte „schreitende Mann“ (Striding Man) – das Logo des Johnnie Walker Whisky – ist eine von Tom Browne gezeichnete Karikatur John Walkers aus dem Jahr 1909. Obwohl ursprünglich nur nebenbei auf eine Speisekarte gezeichnet, wurde die Figur Sinnbild für die meistverkaufte Whiskymarke der Welt. Im Laufe der Jahre wurde die Figur immer wieder neu gezeichnet und dem Image der Marke angepasst. Unter anderem waren Basil Partridge, Leo Cheney, Clive Upton und Michael Peters für die Neugestaltungen verantwortlich.